# Голохвастовское сельское поселение
Голохвастовское се́льское поселе́ние — упразднённое сельское поселение в Орловском районе Орловской области.
Административный центр — село Путимец.

## История
Голохвастовское сельское поселение образовано в 2004 г.
Законом Орловской области от 04.05.2021 № 2596-ОЗ к 15 мая 2021 года упразднено в связи с преобразованием муниципального района в муниципальный округ.

## Население
| 2010 | 2012 | 2013 | 2014 | 2015 | 2016 | 2017 |
| ---- | ---- | ---- | ---- | ---- | ---- | ---- |
| 597  | ↘585 | ↗594 | ↗597 | ↘575 | ↗577 | ↘555 |
| 2018 | 2019 | 2020 | 2021 |      |      |      |
| ↘531 | ↗539 | ↘528 | ↘380 |      |      |      |

## Состав сельского поселения
| № | Населённый пункт    | Тип населённого пункта       | Население |
| - | ------------------- | ---------------------------- | --------- |
| 1 | Голохвастово        | деревня                      | 15        |
| 2 | Нестерово           | деревня                      | 14        |
| 3 | Поваляевы Дворы     | посёлок                      | 32        |
| 4 | Путимец             | село, административный центр | ↗522      |
| 5 | Толубеева           | деревня                      | 9         |
| 6 | Хомутовские Выселки | посёлок                      | 5         |